# Meleagris ocellata
El pavo ocelado, guajolote ocelado, pavo de monte o kúuts (Meleagris ocellata) es una especie de aves de la familia Phasianidae (guajolotes, codornices, perdices y faisanes).
Es un ave grande: la hembra mide entre 66 y 84 cm (centímetros), y pesa de 2.6 a 3.1 kg (kilogramos); el macho mide entre 91 y 102 cm, y pesa de 4.3 a 5 kg. Su cabeza y parte superior del cuello son desnudos, azul brillante y con verrugas anaranjadas alrededor de la cabeza. Posee un anillo rojo alrededor del ojo, carnosidad inflable en la frente que alcanza el pico, cresta eréctil en la corona y patas rojizas. Color del plumaje predominantemente negro azulado iridiscente. Cobertoras de cola y rabadilla con finas rayas grises y negras y con patrones iridiscentes que asemejan ojos en las puntas, de donde deriva el nombre de pavo ocelado. Se distribuye en la Península de Yucatán, sur de Tabasco, norte de Chiapas, norte de Belice y Petén en Guatemala. En su hábitat generalmente busca árboles medianos y grandes (de 5 a 11 m de alto) para percha y descanso. La NOM-059-SEMARNAT-2010 considera a la especie como amenazada; la UICN2019-1 como casi amenazada. Su estado de conservación es pobre debido a la sobreexplotación por caza y sobre todo a la destrucción y fragmentación de su hábitat. Posee importancia económica ya que formar parte de actividades de caza de subsistencia, caza deportiva y caza y trofeo. En el pasado, este pavo ha sido clasificado en un género propio como Agriocharis ocellata, pero las diferencias entre esta especie y Meleagris gallopavo ha sido considerada como insuficiente para justificar segregación genérica. No se conocen subespecies. En la Península de Yucatán se le conoce coloquialmente como faisán, siendo ésta una confusión etimológica, debido aun error de traducción echa por el escritor yucateco Antonio Mediz Bolio. Algunas veces se le confunde con el hocofaisán o k'ambul (Crax rubra).

## Distribución
El pavo ocelado se encuentra distribuido únicamente en una región de unos 130 000 km² (kilómetros cuadrados) en la península de Yucatán, que incluye los estados mexicanos de Quintana Roo, Campeche y Yucatán, así como partes del sur de Tabasco y noreste de Chiapas. Además de Belice y el norte de Guatemala.

## Características
Las plumas corpóreas de ambos sexos son una mezcla de color bronce y verde iridiscente. Aunque las hembras pueden tener colores más opacos con más tendencia al verde, las plumas del pecho generalmente no difieren por lo que no pueden ser utilizadas para determinar el sexo. Ninguno de ambos sexos presenta «barbas» en el pecho como en el pavo norteño. Las plumas de la cola son, en ambos sexos, de color gris azulado con un círculo azul grisáceo en forma de ojo con una mancha azul-bronce cercana a la punta, que está rematada por una punta de color dorado brillante. Las manchas, por las cuales el pavo ocelado recibe su nombre, llevan a algunos científicos a creer que esta ave está más emparentada con el pavo real que con el pavo norteño. La parte superior de las plumas secundarias mayores de las alas son de color cobre iridiscente. Las plumas primarias y secundarias de las alas tienen un diseño de barras similar al del pavo norteño, pero las plumas secundarias tienen más áreas blancas, especialmente en los bordes.
Ambos sexos tienen la cabeza azul con algunos nódulos (verrugas) naranja o rojos, más protuberantes en machos. Los machos también presentan una carnosidad azul a manera de corona con nódulos, similares a los que poseen en el cuello. Durante la época de apareamiento esta corona se ensancha y se torna más brillante y con colores amarillo-naranja más acentuados. El ojo está rodeado por un anillo de piel roja brillante, que se torna más evidente en los machos durante la época de apareamiento. Las patas son de color rojo fuerte y son más cortas y delgadas que las del pavo norteño. Los machos mayores de un año presentan espolones que en promedio miden 3,8 cm (centímetros), aunque se han registrado espolones de hasta 5 cm. Dichos espolones son más largos y delgados que las del pavo norteño.
Los pavos ocelados son más pequeños que cualquiera de las especies silvestres de Norteamérica, con hembras adultas que pesan 4 kg (kilogramos) antes de ovipositar y alrededor de 3 kg el resto del año, y machos adultos que llegan a pesar entre 5 y 6 kg durante la época de apareamiento.

## Historia natural
Los pavos pasan la mayor parte del día en el suelo y prefieren correr para escapar del peligro durante el día a volar, a pesar de que pueden hacerlo rápida y poderosamente por distancias cortas; como la mayoría de aves en este orden, solo lo hacen por necesidad. Duermen regularmente en árboles altos que los mantienen alejados de predadores nocturnos como los jaguares, y usualmente lo hacen en grupos familiares.
Las hembras depositan 8-15 huevos en un nido bien oculto en el suelo. Incuba los huevos por 28 días. Los polluelos son precoces y pueden abandonar el nido luego de una noche. Luego siguen a la madre hasta alcanzar la madurez, que es cuando comienzan a disgregarse aunque reagrupándose para dormir.
La voz es similar a la del pavo norteño, el macho emite un gorjeo durante la época de apareamiento, mientras la hembra emite un débil cacareo.